# Bibio flavohirta
Bibio flavohirta är en tvåvingeart som beskrevs av Enrico Adelelmo Brunetti 1912. Bibio flavohirta ingår i släktet Bibio och familjen hårmyggor. Inga underarter finns listade i Catalogue of Life.